# Olga Kevelos
Olga Valerie Kevelos, coneguda com a Olga Kevelos   (Edgbaston, 6 de novembre de 1923 - 28 d'octubre de 2009), va ser una pilot de motociclisme anglesa que va competir regularment en proves de trial, enduro i velocitat durant les dècades del 1950 i 1960. Al costat de Mary Driver, Renee Bennett, Jill Savage, Barbara Briggs i Joan Holloway, Kevelos va ser una de les poques dones a prendre part en competicions motociclistes en aquella època al Regne Unit. La modalitat en què més va destacar va ser l'enduro, especialment als Sis Dies Internacionals (ISDT), on va guanyar dues medalles d'or i diverses d'argent i de bronze al llarg de la seva carrera.

## Biografia
Filla de pare grec i mare anglesa (el pare, benestant, treballava a la Borsa de Birmingham), Olga Kevelos va estudiar al King Edward VI High School for Girls, on va excel·lir en Metal·lúrgia i Astronomia. Més tard, va estudiar Metal·lúrgia i en començar la Segona Guerra Mundial va treballar als laboratoris de William Mills, el fabricant de la Bomba Mills. Després va treballar durant un temps a l'Observatori Reial de Greenwich, fins que els bombardeigs alemanys van forçar-ne el tancament i Kevelos va ser reubicada a Bath. Com que la nova feina administrativa que li assignaren allà no li va agradar, en veure un anunci sol·licitant dones en pràctiques per a pilotar gavarres es va presentar al Departament de Transport de Guerra.

### Pilot de barcasses
Kevelos va ser una de les poques dones que van ser reclutades entre 1943 i 1945, com a part del programa d'entrenament de pilots femenines de barcasses (Boatwomen's training scheme) durant la Segona Guerra Mundial, per a menar narrowboats (barques estretes especials per als canals) al Grand Union Canal entre Birmingham i Londres. Aquelles dones duien insígnies amb les inicials "I.W." (d'Inland Waterways ‘Vies navegables interiors’) i se les coneixia humorísticament com a Idle Women 'dones ocioses'. Acabada la guerra, Kevelos va estudiar a París però va tornar a les Midlands i més tard es va traslladar a King's Sutton, Northamptonshire.

### Carrera esportiva
El 1950, pilotant una Norton Manx de 500 cc, Olga Kevelos va guanyar la seva primera medalla d'or als ISDT, celebrats a Llandrindod Wells, Gal·les. La segona la va guanyar el 1953 a Gottwaldov, Txecoslovàquia. Kevelos va participar anualment als ISDT fins al 1966 i als Sis Dies d'Escòcia de Trial fins que es va retirar de les competicions el 1970.
Al llarg de la seva carrera esportiva va obtenir el suport de fàbrica de molts dels principals fabricants de motocicletes britànics (entre ells AJS, BSA, James, Norton i Greeves), així com el d'alguns d'estrangers, entre ells Moto Parilla i Jawa.
Olga Kevelos va competir també en motociclisme de velocitat i va participar en curses de prestigi com ara la Thruxton 500. Fins i tot va provar sort en l'automobilisme i va córrer sovint a Brands Hatch i Thruxton amb cotxes de Fórmula 3 Kieft.

### Retirada
Un cop retirada de les curses el 1970, Olga Kevelos va treballar durant 26 anys amb el seu germà petit Ray al capdavant del seu pub de King's Sutton, el Three Tuns. El 1978 va participar al programa Mastermind de la BBC i va escollir-hi el tema "Genguis Kan". Els seus grans coneixements sobre l'emperador mongol van cridar l'atenció de l'antic primer ministre del Regne Unit Tony Blair, que li va consultar sobre la qüestió. Més tard, Kevelos va fer broma: «Probablement volia uns quants consells sobre com envair amb èxit països d'altra gent» ("He probably wanted a few tips on how to invade other people’s countries successfully").